# 大衛·馬瑟
大衛·馬瑟（英語：David William Masser，1948年11月8日—）是英國數學家，他與法國數學家約瑟夫·奧斯特萊在1985年提出abc猜想是丟番圖方程的重要未解問題。

## 連結
- David Masser's homepage （德文）
- 大衛·馬瑟在數學譜系計畫的資料。